# Zweiunddreißig Tsho und Ding von Monyül
| Tibetische Bezeichnung                                        |
| ------------------------------------------------------------- |
| Tibetische Schrift: མོན་ཡུལ་གྱི་ཚོ་ལྡིང་སུམ་ཅུ་སོ་གཉིས                   |
| Wylie-Transliteration: mon yul gyi tsho lding sum cu so gnyis |
| Chinesische Bezeichnung                                       |
| Vereinfacht: 门隅三十二错定                                   |
| Pinyin:Menyu sanshi'er cuo-ding                               |

Die sogenannten Zweiunddreißig Tsho und Ding von Monyül (tib.: mon yul gyi tsho lding sum cu so gnyis) sind unter dieser Bezeichnung zusammengefasste verschiedene Verwaltungseinheiten im historischen Monyül der Monba, das von Lhasa (Tibet) im 17. Jahrhundert in einer Zeit erfolgloser Feldzüge gegen die Drugpa-Theokratie in Bhutan unter direkte Kontrolle gebracht wurde. Im 17. Jahrhundert wurde der 6. Dalai Lama Tshangyang Gyatsho (1682–1706) in Orgyen Ling (o rgyan gling) in Monyül geboren. Von da an wurde Monyül als aus 32 Distrikten bestehend anerkannt: vier von Legpo (legs po tsho bzhi), sechs von Pangchen (spang chen lding drub), acht von Dagpa (dwags pa tsho brgyad), drei von La’og (la 'og yul gsum), sechs von Drangnang (sbrang nang tsho drug), vier von Rongnang (rong nang tsho bzhi) und einer von Sha’ug Hrochangdag (sha ’ug hro byang dwags bcas so gnyis). Heute gehören die Gebiete zum Kreis Cona des Regierungsbezirks Shannan im Autonomen Gebiet Tibet der Volksrepublik China.